# Ryu Ji-hae
Ryu Ji-hae (柳智恵, Busan, 10 februari 1976) is een Zuid-Koreaans tafeltennisspeelster die met name in het dubbelspel voor vrouwen uitblinkt. In die discipline won ze brons op de Olympische Spelen van zowel 1996 als 2000 en behaalde ze de finales van alle negen ITTF Pro Tour-toernooien waaraan ze in 1996 en 1997 deelnam. In 2001 won de Zuid-Koreaanse samen met haar landgenote Lee Eun-sil de ITTF Pro Tour Grand Finals dubbelspel.

## Sportieve loopbaan
Ji-Hae maakte haar debuut in het internationale (senioren)circuit op de Aziatische kampioenschappen van 1992, waarop ze samen met Lee Chul-seung doordrong tot de finale van het gemengd dubbeltoernooi. Hierin verloor ze van het Chinese duo Wu Na en Liu Guoliang, maar haar eerste internationale (zilveren) prijs was binnen. Ji-Hae moest nog vier jaar wachten op haar eerste internationale titel, die in 1996 kwam toen ze samen met Park Hae-jung de dubbelspeltitel op het Japan Open won.
Ji-Hae kwam verscheidene keren dicht in de buurt van het halen van een officiële wereldtitel, maar moest doorgaans genoegen nemen met brons. Er was bijna altijd wel een Chinese speelster die haar uit de finale hield. Haar beste poging toch eens wereldgoud te winnen, was die met het Zuid-Koreaanse vrouwenteam in 1995. Samen behaalden ze de eindstrijd in het landentoernooi, maar hierin was het toch weer China dat de titel opstreek, voor de tiende keer in de laatste elf edities van het WK op dat moment.
Toch greep Ji-Hae in 2001 alsnog een van de meest felbegeerde titels in het tafeltennis, toen ze samen met Eun-sil de ITTF Pro Tour Grand Finals dubbelspel op haar naam schreef. In de eindstrijd rekenden de Zuid-Koreaansen af met het Noord-Koreaanse duo Kim Hyang-mi/Kim Hyon-hui. Ji-Hae bereikte de finale van het evenement ook al eens in 1996, samen met Hae-jung. Deze ging toen nog verloren tegen Deng Yaping en Yang Ying.

## Erelijst
Belangrijkste resultaten:
- Verliezend finaliste landentoernooi wereldkampioenschappen 1995, brons in 2000 en 2001 (met Zuid-Korea)
- Brons WK enkelspel 1999
- Brons WK gemengd dubbelspel 1995 (met Lee Chul-seung)
- Brons WTC-World Team Cup 1995 (met Zuid-Korea)
- Brons vrouwen dubbelspel op de Olympische Zomerspelen 1996 (met Park Hae-jung) en die van 2000 (met Kim Moo-kyo)
- Winnares Aziatische kampioenschappen dubbelspel 1998 (met Lee Eun-sil), verliezend finaliste in 2000 (met Kim Moo-kyo)

ITTF Pro Tour:
Enkelspel:
- Winnares Brazilië Open 1997
- Winnares Duitsland Open 2001
- Winnares Nederland Open 2001

Dubbelspel:
- Winnares ITTF Pro Tour Grand Finals 2001 (met Lee Eun-sil), verliezend finaliste in 1996 (met Park Hae-jung)
- Winnares Japan Open 1996 (met Park Hae-jung), 1997 (met Lee Eun-sil)
- Winnares Brazilië Open 1997 (met Lee Eun-sil), 2000 (met Kim Moo-kyo)
- Winnares Amerika Open 1997 (met Lee Eun-sil)
- Winnares China Open 1997 (met Lee Eun-sil)
- Winnares Oostenrijk Open 1997 (met Lee Eun-sil)
- Winnares Engeland Open 1999 (met Lee Eun-sil)
- Winnares Denemarken Open 2001 (met Lee Eun-sil)
- Winnares Qatar Open 2001 (met Kim Moo-kyo)
- Winnares Italië Open 2002 (met Aya Umemura)